# Черепишки скали
Черепишките скали са природна забележителност в Западна Стара планина, България, област Враца, община Мездра.
Намират се в природен парк „Врачански Балкан“, в уникалното със своето многообразие на природни форми и забележителности Искърско дефиле.